# Eiphosoma tantalium
Eiphosoma tantalium là một loài tò vò trong họ Ichneumonidae.